# Artamus personatus
Artamus personatus là một loài chim trong họ Artamidae.